# Encarnita Polo
Encarnita Polo, rozená Encarnación Polo Oliva, (* 22. ledna 1939, Sevilla, Andalusie, Španělsko) je španělská zpěvačka a herečka.

## Život a kariéra
Encarnación Polo Oliva se narodila v roce 1939 v Seville. Její otec, mistr cukrář, brzy zemřel a Encarna se s matkou v polovině padesátých let přestěhovala do Barcelony. S podporou a pochopením matky zpívala nejen v rodinném kruhu, ale i na dětských festivalech písně z repertoáru zpěvaček, jako jsou či byly Lola Flores, Juanita Reina a Carmen Sevilla. Záhy zahájila profesionální dráhu. Účastnila se všech rozhlasových konkurzů, zpívala v kabaretech a klubech a vystupovala v kinech v přestávkách mezi projekcemi. V začátcích své kariéry interpretovala především hudbu stylu canción española, později známému jako copla. Na radu Charlese Aznavoura se však později přiklonila k tehdy modernímu stylu música ligera (anglicky easy listening).
V roce 1963 využila nabídky vydavatelství Regal a natočila svou první EP desku ovlivněnou stylem skupiny Los Cinco Latinos. V následujícím roce vystupovala po několik měsíců ve známém barcelonském Teatro Poliorama a ve světě španělské populární hudby se postupně stala známou osobností. V roce 1965 podepsala smlouvu se společností Vergara a natočila tři EP desky. S písní 1000 horas byla finalistkou festivalu Festival de la Canción Mediterránea. Během ročního pobytu v Itálii natáčela pro italský rozhlas a televizi. V následujícím roce, v roce 1966, debutovala na filmovém plátně jako Adriana, agentka 02 v parodické komedii 07 con el 2 delante (Agente: Jaime Bonet) režiséra Ignacia F. Iquina. V roce 1967 pak podnikla turné do Latinské Ameriky.
Do španělského hudebního života se úspěšně vrátila v roce 1968. Producentka Maryni Callejo nabídla zpěvačce, aby u firmy RCA natočila novou verzi deset let starého hitu Loly Flores Pepa Bandera. Ke spolupráci přizvala původem argentinského skladatele a aranžéra Adolfa Waitzmana. Singl s touto písní se stal jednou z nejprodávanějších desek roku 1969 a Encarnita Polo a Adolfo Waitzman uzavřeli 22. srpna 1969 sňatek. Výsledkem jejich tvůrčí spolupráce byla v roce 1970 píseň Paco, Paco, Paco, jež se mnohem později, v roce 2009, dočkala obnovené popularity díky novému zpracování Beyoncé. V tomtéž roce se zpěvačka zúčastnila televizního konkurzu Pasaporte a Dublín na účast v soutěži Eurovision Song Contest 1971 vysílaném španělskou televizí. Konkurzem prošla vítězně nakonec Karina.
V manželství s Adolfem Waitzmanem se zpěvačce narodila dcera Raquel. V roce 1978 se manželé rozešli a Encarnita Polo na čas opustila svou kariéru. Vrátila se albem Encarnita Polo natočeným v roce 1988 u nezávislé společnosti Record 83. V roce 1992 pak vydává antologii Encarná u vydavatelství španělského rozhlasu a televize RTVE Música. V průběhu 90. let účinkovala v pořadu De Domingo a Domingo stanice Tele 5 a v roce 1998 produkovala své poslední LP s písněmi Moncha Borraja. V současné době patří vyzváněcí melodie pro mobilní telefony s hudbou Encarnity Polo díky písní Paco, Paco, Paco k jedněm z nejprodávanějších a zpěvačka je považována za jednu ze stálic mezi hvězdami populární hudby.

## Diskografie

### Singly a EP
|  |  |  | - La balada del amanecer, 1963 (Regal) 1. La balada del amanecer 2. Nada soy sin ti 3. Marinero 4. Sobre la playa - Un sueño roto, 1963 (Regal) 1. Un sueño roto 2. Fuera pena 3. Nuestra fiesta 4. Yo, que te quiero - Con (Avec), 1965 (Vergara) 1. Con (Avec) 2. Andaluza 3. De frente al amor 4. Borra mi nombre (Risqui) - Ye-yé de miedo, 1965 (Vergara) 1. Ye-yé de miedo 2. Me besaste tú (De la película 07 con el 2 delante) - 1000 horas, 1965 (Vergara) 1. 1000 horas 2. El viento fue (Dis-moi le Vent) 3. Él 4. Larga calle | - Balada de Bonnie and Clyde, 1968 (Marfer) 1. Balada de Bonnie and Clyde 2. Al estar enamorada como yo 3. Si tú eres libre, yo también 4. Nada sabes de la vida - Pepa Bandera, 1969 (RCA) 1. Pepa Bandera 2. Las tres cosas - Paco, Paco, Paco, 1969 (RCA) 1. Paco, Paco, Paco - Nube gris, 1969 (RCA) 1. Nube gris - Olé, 1970 (RCA) (2 verze) 1. Olé 2. Esta noche - Que con el tran, 1970 (RCA) 1. Que con el tran 2. Hava Naguila - Churumbeles, 1971 (RCA) 1. Churumbeles 2. El día que me quieras - Dale que dale, 1972 (RCA) 1. Dale que dale 2. Ay! Sandunga | - Joanna, 1973 (RCA) 1. Joanna 2. Canción de otoño - Este señor de negro, 1975 (Discophon) 1. Vokální verze 2. Původní instrumentální verze (Téma ze seriálu TVE Antonia Mingote) - Campana sobre campana, 1986 (Hi-Fi Electrónica) 1. Campana sobre campana - Ya no lloro más, 1996 (Kelly Media) 1. Ya no lloro más (Encarnita Polo y Loco Mía) - Ay, que me vuelvo loca, 1997 (Kelly Media) 1. Ay, que me vuelvo loca 2. Necesito |

### Alba
- Encarnita Polo y Olé, 1971 (RCA)
- Verano, 1973 (EMI Odeón)
- Desperté, 1976 (Philips)
- Encarnita Polo, 1988 (Record-83)
- Loca, 1998 (Kelly Media)

#### Kompilace
- Encarná, 1992 (RTVE)
- Encarnita Polo - Todas sus grabaciones, 2000 (Rama Lama Music) (komplet všech nahrávek na 2 CD)